# HAT-P-5
HAT-P-5は、こと座の方角に約1100光年離れた位置にある12等級の恒星である。

## 特徴
| 太陽 | HAT-P-5   |
| ---- | --------- |
| 太陽 | Exoplanet |

太陽と同じく、スペクトル型がG型のG型主系列星である。太陽の1.16倍の質量と1.14倍の半径を持ち、誕生から26億年が経過しているとされている。しかし、2014年には、質量を太陽の1.02倍、半径を1.9倍、年齢を115億年とする研究結果も発表されている。

## 惑星系
2007年10月9日、The Astrophysical Journal Letters誌に、HAT-P-5の周囲を公転する太陽系外惑星を発見したことを報じる論文が掲載された。この惑星は木星の1.25倍の半径、木星とほぼ同じ質量を持つホット・ジュピターであるとされた。
| 名称 （恒星に近い順） | 質量           | 軌道長半径 （天文単位） | 公転周期 (日)      | 軌道離心率 | 軌道傾斜角    | 半径           |
| --------------------- | -------------- | ----------------------- | ------------------ | ---------- | ------------- | -------------- |
| b (Kráľomoc)          | 1.06 ± 0.11 MJ | 0.04075 ± 0.00076       | 2.788491 ± 2.5e-05 | 0          | 86.75 ± 0.44° | 1.26 ± 0.05 RJ |

## 名称
2019年、世界中の全ての国または地域に1つの系外惑星系を命名する機会を提供する「IAU100 Name ExoWorldsプロジェクト」において、HAT-P-5はスロバキア共和国に割り当てられる系外惑星系となった。このプロジェクトは、「国際天文学連合100周年事業」の一環として計画されたイベントの1つで、スロバキア国内での選考、国際天文学連合 (IAU) への提案を経て、太陽系外惑星とその母星に固有名が承認されるものであった。2019年12月17日、IAUから最終結果が公表され、HAT-P-5はChasoň、HAT-P-5bはKráľomocと命名された。Chasoňは、古いスロバキア語で太陽を指す言葉。Kráľomocは、古いスロバキア語で木星を指す言葉である。